# Vechigen
Vechigen (toponimo tedesco) è un comune svizzero di 5 242 abitanti del Canton Berna, nella regione di Berna-Altipiano svizzero (circondario di Berna-Altipiano svizzero).

## Storia
Il comune di Vechigen fu istituito nel 1834; nel 1881 la località di Wiler, fino ad allora frazione di Worb, fu assegnata a Vechigen.

## Monumenti e luoghi d'interesse

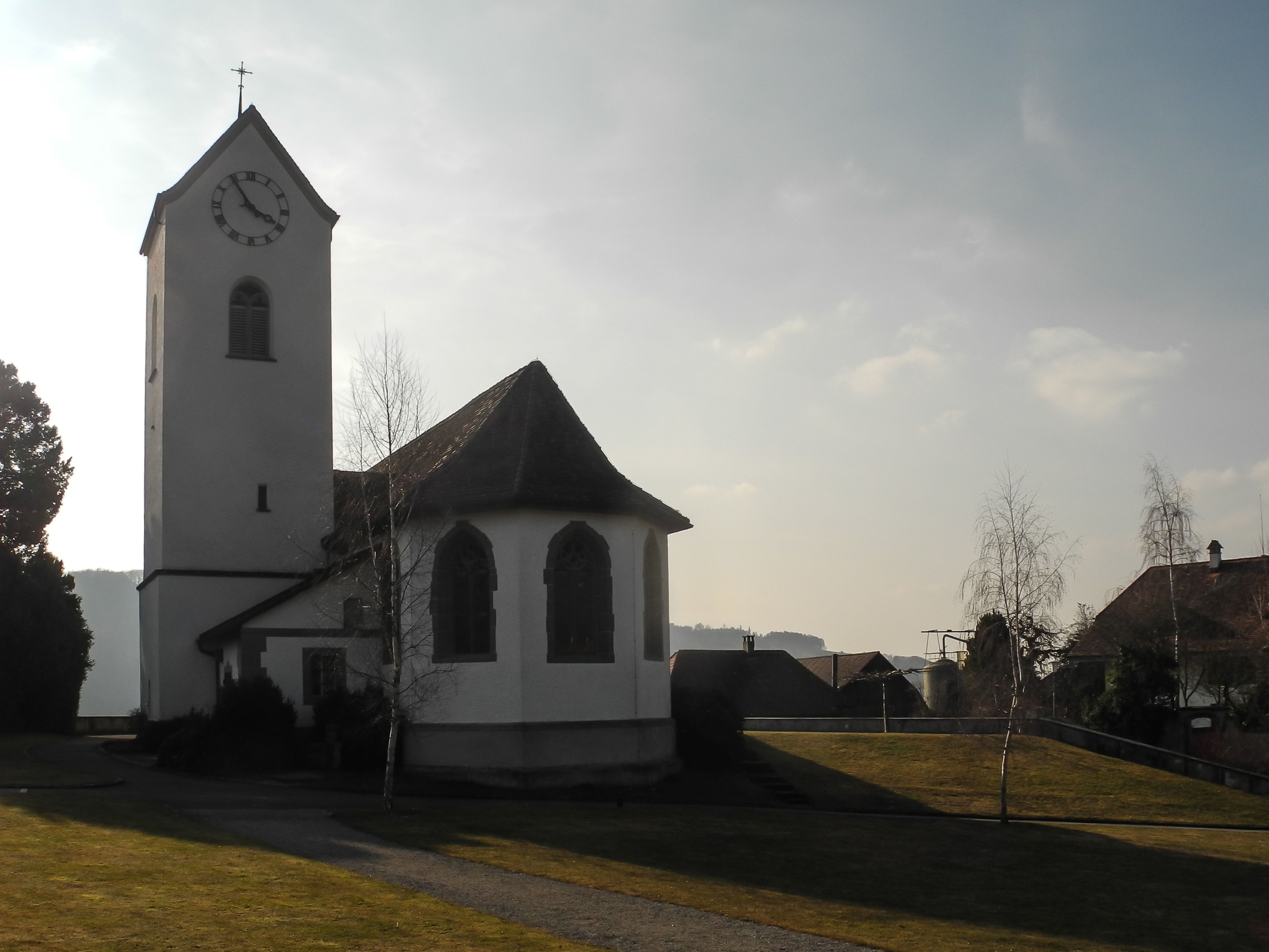
La chiesa riformata

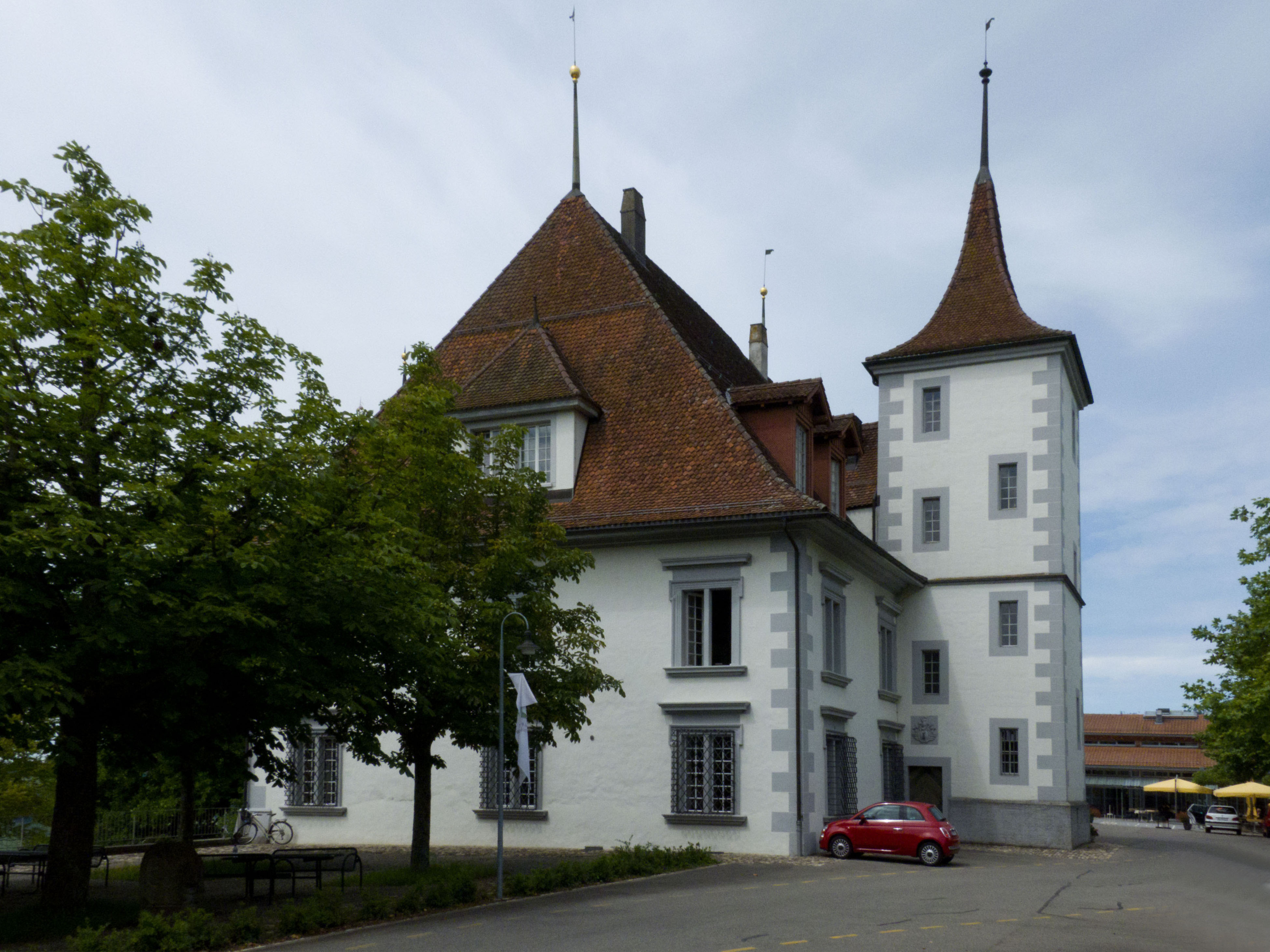
Il castello di Utzigen

- Chiesa riformata (già di San Martino), attestata dal 1275 e ricostruita nel 1513-1514[1];
- Castello di Utzigen, eretto nel 1669 da Samuel Jenner[3].

## Società

### Evoluzione demografica
L'evoluzione demografica è riportata nella seguente tabella:
Abitanti censiti

## Geografia antropica

### Frazioni
- Sinneringen[5]
  - Boll[6]
  - Dentenberg
- Utzigen[3]
  - Birchi
  - Lindental
  - Wuhl
- Vechigen[1]
  - Littewil
  - Radelfingen
  - Wiler[2]

## Infrastrutture e trasporti
Vechigen è servito dalla stazione di Boll-Utzigen sulla ferrovia Berna-Worb.

## Amministrazione
Ogni famiglia originaria del luogo fa parte del cosiddetto comune patriziale e ha la responsabilità della manutenzione di ogni bene ricadente all'interno dei confini del comune.